# دونالد ونش
دونالد ونش (بالإنجليزية: Donald Winch) هو اقتصادي بريطاني، ولد في 15 أبريل 1935، وتوفي في 12 يونيو 2017.